# 長谷川次男

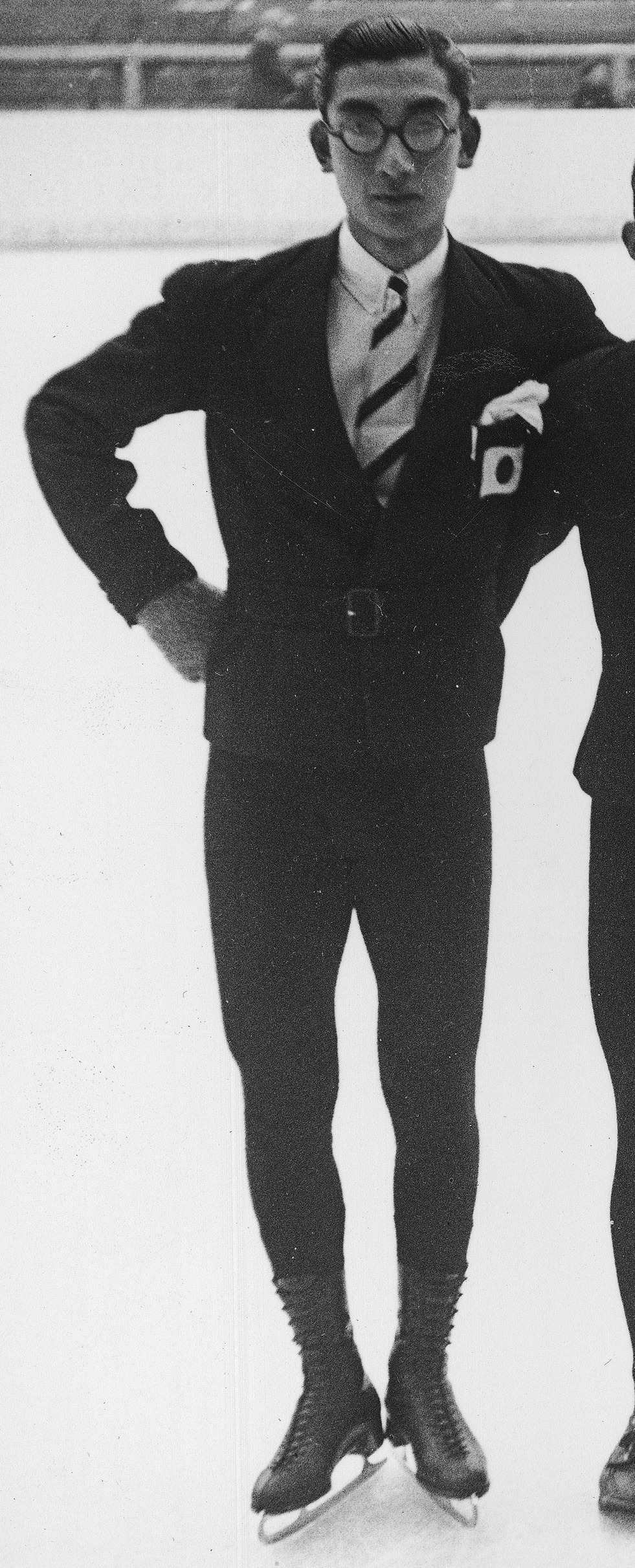
1936年

長谷川 次男（はせがわ つぎお、1913年6月18日 - 没年不詳）は、日本の男性フィギュアスケート選手。1936年ガルミッシュ・パルテンキルヘンオリンピック男子シングル日本代表。慶應義塾大学法学部卒業。

## 経歴
1932-1933年シーズンの第4回全日本フィギュアスケート選手権と翌1933-1934年シーズンの第4回全日本フィギュアスケート選手権で3位、第6回大会では2位となった。

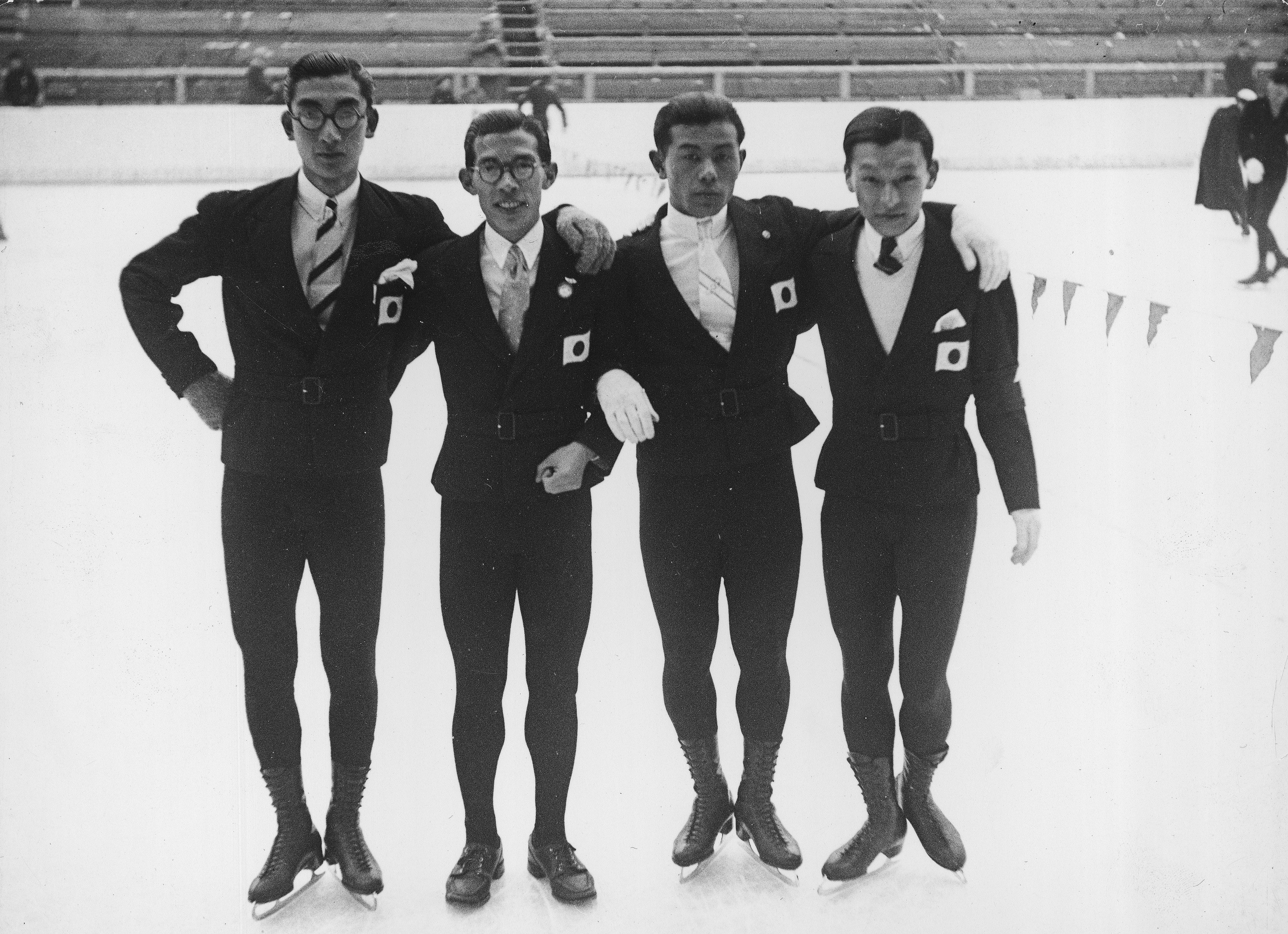
1936年冬季オリンピックの日本男子選手たち。左から長谷川次男、老松一吉、老松和義、片山敏一、渡辺善次郎。

1935-1936年シーズン、ガルミッシュ・パルテンキルヘンオリンピック日本代表に選出され、同じく代表となった片山敏一、老松一吉、渡辺善次郎、稲田悦子ら4人とともに欧州遠征を行った。ベルリンで行われた1936年ヨーロッパフィギュアスケート選手権には片山、老松、稲田とともにエントリーをしたが棄権。ガルミッシュ・パルテンキルヘンオリンピックには出場し、23位となった。同年フランスのパリで行われた世界フィギュアスケート選手権では17位。

## 主な戦績
| 大会/年              | 1930-31 | 1931-32 | 1932-33 | 1933-34 | 1934-35 | 1935-36 | 1936-37 |
| -------------------- | ------- | ------- | ------- | ------- | ------- | ------- | ------- |
| オリンピック         |         |         |         |         |         | 23      |         |
| 世界選手権           |         |         |         |         |         | 17      |         |
| 欧州選手権           |         |         |         |         |         | 棄権    |         |
| 全日本選手権         |         | 4       | 3       | 3       | 2       |         | 3       |
| 全日本ジュニア選手権 | 2       |         |         |         |         |         |         |